# Casinaria albotibialis
Casinaria albotibialis là một loài tò vò trong họ Ichneumonidae.